# Bugatti 16C Galibier
Bugatti 16C Galibier — концепт-кар четырёхдверного лифтбэка класса люкс компании Bugatti. Назван в честь одного из Альпийских перевалов — Col du Galibier, которое носил автомобиль Bugatti Type 57 в кузове седан.

## История
Концепт-кар впервые был показан на закрытом мероприятии в сентябре 2009 года. В марте 2010 года состоялась мировая премьера концепт-кара на женевском автосалоне. С 2011 года появлялась информация то о разработке серийной версии, то о «заморозке» проекта. Осенью 2014 года руководитель компании отметил, что сейчас фирма сосредоточена на преемнике Bugatti Veyron.
Предполагаемая стоимость автомобиля составляла около 1-1,5 млн евро. Кузов концепта был синим с алюминиевыми дверями и передними крыльями, а также был полностью чёрный вариант. На автомобиле должны были ставить дефорсированный двигатель W16 от модели Bugatti Veyron мощностью 800 л. с..